# Pylon (Plastik)

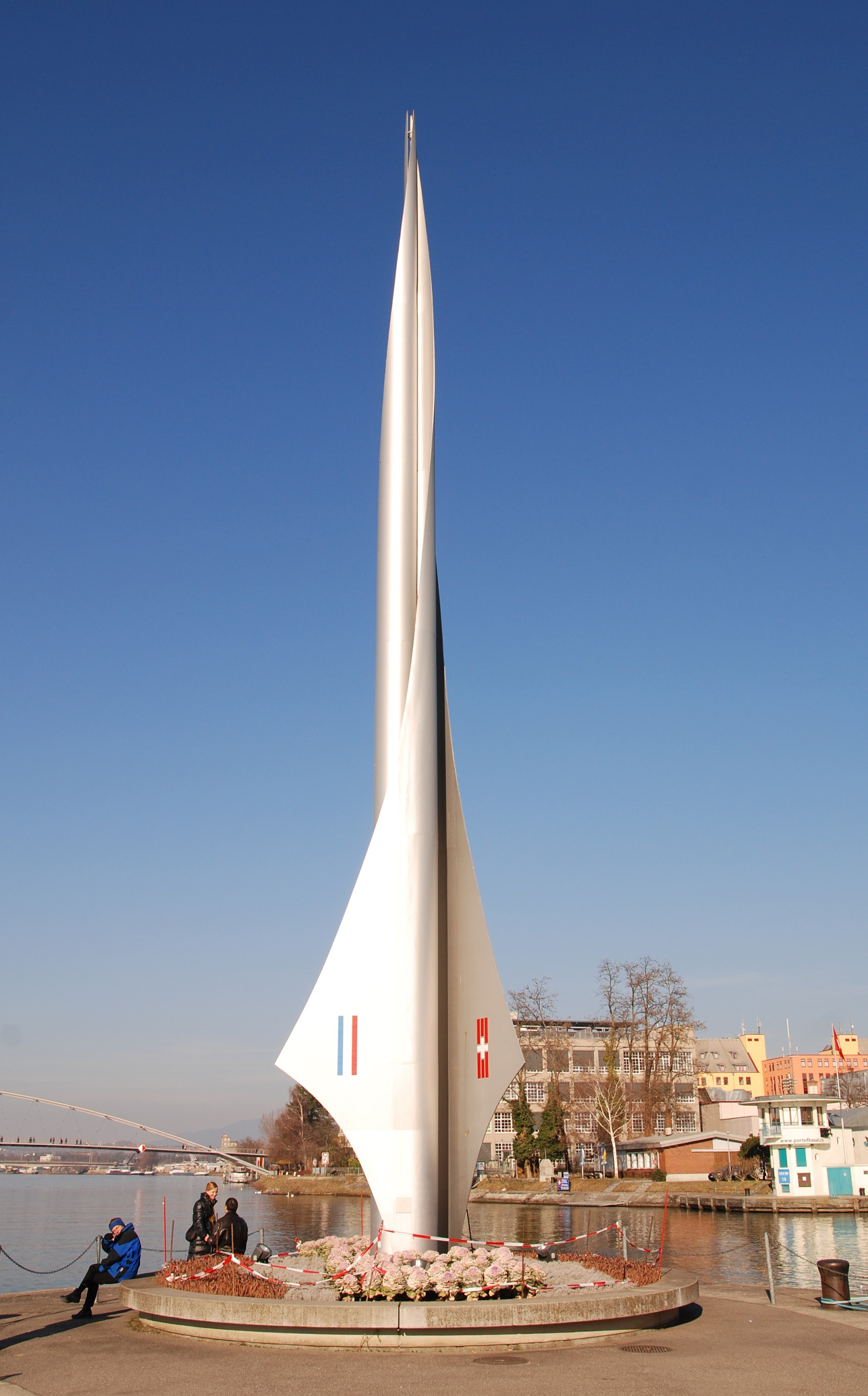
Die Plastik Pylon. Im Hintergrund die Dreiländerbrücke auf der deutschen Seite

Pylon ist eine Eisenplastik in Basel, die vom Basler Architekten und Bildhauer Wilhelm Münger (1923–2015) realisiert wurde. Die Berechnungen sowie die Aufriss- und Grundrisspläne dazu lieferte der 1956 von Ungarn nach Basel geflüchtete Mathematiker Istvan Csontos (geb. 1929). Die Plastik hat die Form einer Stele bzw. eines Pylons.

## Lage
Die Plastik steht am Ufer des Rheinhafens in der Nähe der Stiftung Brasilea. Ihr Standort ist etwa 150 Meter südöstlich des geographischen Dreiländerecks Deutschland-Frankreich-Schweiz (Lage), das in der Strommitte des Rheins liegt. Die Plastik ist landseitig nur vom Schweizer Boden über den Basler Rheinhafen im Stadtteil Kleinhüningen erreichbar.

## Beschreibung
Die Stele wurde im Jahre 1957 entworfen, mit einem Lastwagen gebracht und mit Hilfe eines Krans aufgestellt. Die Höhe beträgt 18,70 Meter und das Gewicht 8,3 Tonnen. Das Werk ist mit der Aktennummer 46.0.11 im Inventar der schützenswerten Ortsbilder der Schweiz aufgeführt. Das Objekt besteht aus 15 Millimeter starkem, ringförmig gewälztem und verschweißtem Tafeleisen. Um ein zentrales Rohr streben punktsymmetrisch drei mathematisch beschreibbare Kurven nach aussen. Im unteren Bereich bilden die drei Eisenelemente eine Spitze, in deren Eckbereich sich die drei Landesflaggen befinden. Nach oben verjüngt sich die Linienführung der drei Eisenelemente bis zur Spitze der Plastik, die sich gleichzeitig schraubenförmig nach oben windet. Die Form erinnert an eine Schiffsschraube oder an drei Flügel, die in die Richtung der drei Länder weisen.

## Zweck
Die Plastik soll an den Neuanfang in Europa nach dem Ende des Zweiten Weltkriegs erinnern. Wilhelm Münger, der damals in der Region Basel lebte, entwarf dieses Kunstwerk als Erinnerung an den Wiederaufbau der Region und Europas. Ursprünglich war eine Höhe von 70 Metern geplant, was aber aus finanziellen Gründen nicht realisiert wurde. Der Große Rat von Basel bewilligte 293 000 Franken zur Umgestaltung des Dreiländerecks. Neben der Plastik von Münger vergrösserte man den Platz, baute ein Restaurant und einen Landungssteg für Personenschiffe.